# Велько Ускокович
Велько Ускокович (29 березня 1971) — чорногорський ватерполіст.
Призер Олімпійських Ігор 2000 року, учасник 1996, 2008 років.
Призер Чемпіонату світу з водних видів спорту 1998, 2001 років.
Переможець літньої Універсіади 1995 року.